# Il mistero della candela ritorta
Il mistero della candela ritorta, pubblicato in Italia anche con i titoli L'enigma della candela ritorta e Il caso di John Lexman (The Clue of the Twisted Candle), è un romanzo dello scrittore inglese Edgar Wallace pubblicato la prima volta nel 1918.

## Personaggi
- John Lexman: scrittore e amico di T. X. Meredith
- Grace Terrell Lexman: moglie di John Lexman
- Remington Kara: ricco uomo di nazionalità greca
- Vassalaro: strozzino di nazionalità greca
- Thomas Xavier Meredith: vicecommissario di polizia (Scotland Yard)
- Mansus: ispettore di polizia, alle dipendenze di T. X. Meredith
- Belinda Mary Bartholomew: figlia del ministro della giustizia inglese
- Fisher: valletto di Remington Kara
- Gathercole: esploratore
- Hussein Effendi: ricco mercante

## Trama
John Lexman rientrando a casa con il treno alla stazione perde la coincidenza per tornare a casa. Decide di rientrare a casa a piedi. È metà pomeriggio di una giornata dove piove a dirotto. Abita a Beston Priory sulla strada che unisce Beston Tracey a Little Beston. Entra in casa, saluta la moglie Grace, e viene a sapere che il sig. Kara è in salotto che lo aspetta.
John nonostante sia uno scrittore affermato ha dei problemi finanziari dovuti ad una speculazione andata male, per ripianare i debiti si è rivolto a Vassalaro, strozzino e amico di Kara, che gli ha prestato 2.500 £. Mentre sono in salotto a parlare anche dei problemi finanziari di John, la cameriera porta una busta ed al suo interno c'è un messaggio di Vassalaro che invita John ad un appuntamento notturno minacciandolo, se non si presenta, di morte. John, su consiglio di Kara, ripone in cassaforte la lettera e si presenta all'appuntamento armato di una pistola carica.
Kara in passato si era innamorato di Grece, ma non era corrisposto da lei che poi aveva sposato John. In passato, Grace, era stata fortunosamente salvata da un rapimento che lei ha sempre creduto organizzato dal sig Kara. Grace, dopo il matrimonio con John aveva scoperto che Kara era riuscito a far amicizia con John. Quella sera, dopo aver cenato tutti e tre (John - Grace e Kara) insieme, Kara esce dall'abitazione di John, si incontra con un misterioso uomo e gli dice che all'appuntamento ci deve andare armato con una pistola, ma la pistola deve essere scarica, deve solo spaventarlo. Il misterioso uomo non è molto convinto di ciò, ma Kara gli dice che deve ubbidirgli, punto e basta.
T. X. è in ufficio quando John Lexman gli telefona e gli dice di aver ucciso un uomo, il signor Vassalaro. La mattina seguente John racconta tutta la storia a T. X. e gli dice anche della lettera minatoria che ha in cassaforte. Vanno per prenderla, visto che è una prova importante, e la lettera si incendia e si autodistrugge. John viene portato in prigione con l'accusa di omicidio volontario. Al processo contro John Lexman, il signor Kara dichiara di non ricordare la lettera e di non poter aiutare a scagionare il suo amico. John Lexman viene riconosciuto colpevole e condannato a 15 anni di galera.
Sono passati sei mesi e T. X. ed il suo aiutante Mansus non demordono. Poi un colpo fortunato, vengono a sapere che Vassalaro aveva due abitazioni e si precipitano a perquisire la seconda abitazione. Durante la perquisizione saltano fuori alcune bozze della lettera minatoria che Lexman aveva ricevuto ed anche alcuni fogli di carta speciale che, davanti al commissario capo, bruciano per autocombustione in pochi secondi. Con un altro colpo di fortuna riescono a trovare la pistola che Vassalaro aveva con sé la sera in cui fu ucciso da John Lexman. Intanto John Lexman evade di prigione in un modo abbastanza rocambolesco, l'ha fatto evadere il signor Kara come ricompensa della loro amicizia. T. X., con le prove raccolte riesce a farsi fare un mandato di scarcerazione per Lexman. Cerca a casa la signora Lexman per comunicargli la buona notizia, ma lei non c'è più, non è rintracciabile.
L'indomani mattina T. X. e Mansus prendono il treno e si dirigono alla prigione dove John deve scontare 15 anni di galera, loro non sanno ancora che John Lexman è evaso di prigione il giorno precedente. Arrivati alla prigione scoprono che il giorno prima c'è stata una fuga e ad evadere è proprio il signor Lexman. Si perdono le tracce sia di Lexman sia di sua moglie. Passa il tempo, passano due anni, e una sera T. X. Meredith decide di andare a fare una visita a Remington Kara e scopre che Belinda Mary Bartholomew lavora, alle dipendenze di Kara, come segretaria sotto il falso nome di signorina Holland. Dopo poco T. X. e Kara hanno un alterco e T. X. Meredith lascia la casa di Remington Kara.
Il giorno dopo, Remington Kara, prepara una lettera per T. X. Meredith con il preciso scopo di scusarsi per il suo comportamento della sera precedente. Chiama la signorina Holland e la incarica di far spedire la missiva a T. X. Meredith. Il signor Kara deve uscire per impegni urgenti e la signorina Holland consegna, al valletto di Kara, la lettera ricevuta e lo incarica di consegnarla personalmente. La signorina Holland si accerta che Fisher si allontani, e poi incarica la domestica di una commissione, rimanendo sola in casa. Si dirige alla cassaforte, la apre, e trova ciò che cerca, ma in quell'istante si sente afferrare per un braccio, è il signor Kara.
Kara, si riappropria di ciò che la signorina Holland aveva trovato nella cassaforte, e conduce la signorina Holland in cantina. Quando Kara esce lei si mette ad ispezionare la cantina e trova una botola, la apre e scopre un'altra stanza. Nel frattempo, al commissariato, arriva una lettera di John Lexman dove dice che si vuole consegnare alla polizia quella sera stessa e che sua moglie Grace Terrell Lexman è morta. Mentre aspettano che John Lexman si presenti al loro cospetto, una signora, la padrona di casa della signorina Holland, si presenta a T. X. per riferirgli che Belinda Mary Bartholomew l'ha incaricata di andare da lui, se lei non fosse rientrata la sera, e per riferirgli che in questo caso sarebbe stata in pericolo.
T. X. balza in piedi, si precipita a casa di Kara, dove la signorina Belinda Mary Bartholomew lavora sotto il nome di Holland, e gli chiede se sa dov'è la sua segretaria. Il signor Kara, stupito, gli dice che forse è tornata a casa sua. T. X. esce dalla casa di Kara e poco dopo si presenta Gathercole che viene ricevuto dal signor Kara nella sua camera da letto. Dopo poco Gathercole esce tutto felice e contento, sia per aver avuto assicurazione di non andare più in Patagonia, sia per l'assegno che ha ricevuto a ricompensa del viaggio che precedentemente ha fatto su incarico di Kara.
Intanto T. X. è tornato in ufficio, e li trova il suo amico Lexman. Mentre sono li che discutono della rocambolesca fuga di Lexman dalla prigione, suona il telefono diretto tra la polizia e la casa di Kara. Vanno a rispondere al telefono e dall'altra parte nessuno risponde. Si insospettiscono e decidono di andare a vedere cosa può esser successo al signor Kara. Arrivano davanti alla porta della camera da letto di Kara e la trovano chiusa dall'interno acon una sbarra. Riescono, a forzare la porta e a sollevare la sbarra di acciaio che la chiudeva, trovano il signor Kara all'interno morto, con una ferita all'altezza del cuore. Come indizi, per scoprire l'omicida, trovano all'interno due candele, una candela ritorta molto piccola e una candela normale un po' più grande.
T. X. decide di esplorare le cantine dell'abitazione del signor Kara e li trova un cane morto e un paio di forbici insanguinate con l'impugnatura fasciata da un fazzoletto che ha le iniziali B.M.B. come quelle della signorina Belinda Mary Bartholomew. Il valletto e Gathercole sembrano volatilizzati nel nulla e John Lexman confessa a T. X. che Kara ha torturato e ucciso Grace Terrell Lexman. Intanto le indagini proseguono, e il più grande mistero rimane la morte del signor Kara in una stanza chiusa dall'interno con la presenza, nella stanza, di due candele.
T. X. in contemporanea indaga anche sulla scomparse di Belinda Mary Bartholomew e grazie ad uno stratagemma riesce a trovarla e dopo un primo momento di chiarimenti e di studio reciproco i due si innamorano follemente. La signorina Belinda Mary ha ricevuto, da uno sconosciuto, una lettera dove le chiedono del denaro, dopo aver effettuato un piccolo appostamento, viene fermato il ricattatore che è l'ex valletto di Kara, il signor Fiscer. Il signor Fiscer confessa a T. X. che lui è un ex carcerato ed è fuggito dopo la morte del signor Kara perché era spaventato, e non voleva esser coinvolto in un omicidio.
Intanto viene scoperto che il signor Kara è stato ucciso con un pugnale e questo pugnale è di proprietà del signor Hussein Effendi. Dopo alcune ricerche viene rintracciato a Parigi e portato a Londra per essere interrogato da T. X. Meredith. Hussein, dichiara che il pugnale è suo, ma che lui non c'entra con l'omicidio, ha un alibi inattaccabile, visto che era, quando Remington Kara è stato ucciso, a Durazzo. John Lexman, prima di partire per New York, indice una riunione che si terrà a casa della signorina Belinda e ... Il romanzo prosegue con John Lexman che spiega chi ha ucciso Remington Kara e come è stato possibile per l'assassino chiudere la camera dall'esterno. Alla fine di questa riunione c'è un colpo di scena inaspettato e romantico tra ...

## Edizioni
- Edgar Wallace, L'enigma della candela ritorta, traduzione di Roberta Formenti, collana I Mammut, Newton, 1995,  p. 90, ISBN 88-7983-912-8.